# Campionat de Dinamarca de ciclisme en ruta

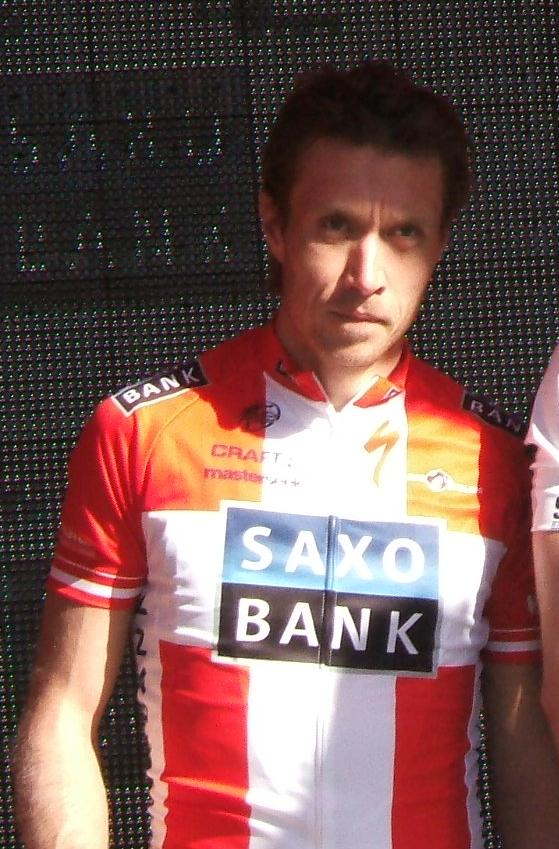
Nicki Sørensen.

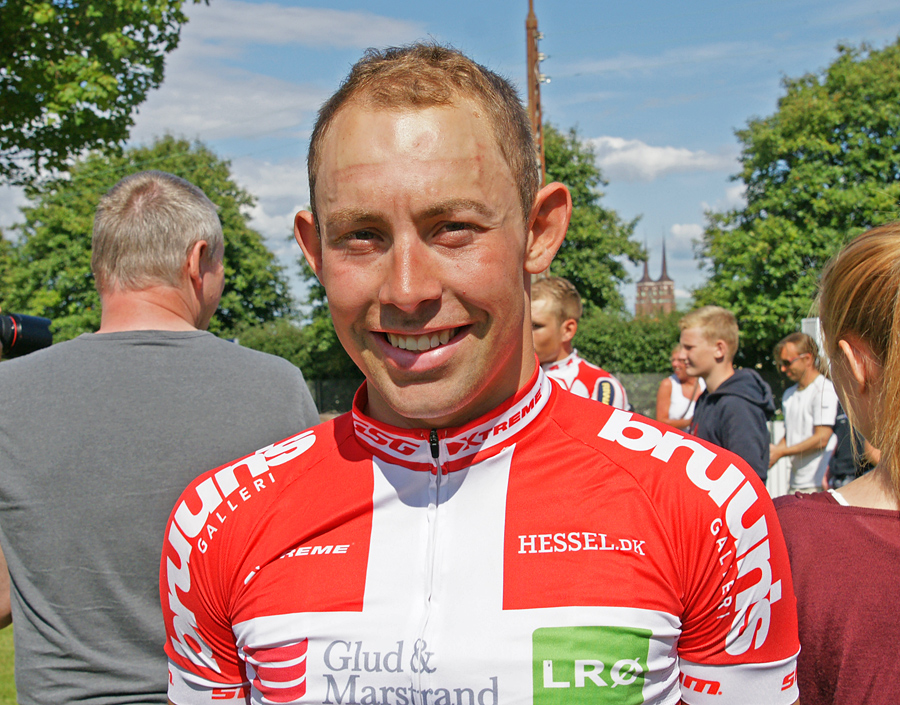
Sebastian Lander, Campió de Dinamarca 2012

El Campionat de Dinamarca de ciclisme en ruta és una competició ciclista que serveix per a determinar el Campió de Dinamarca de l'especialitat. La primera edició es disputà el 1987. El títol s'atorga al vencedor d'una única carrera. El vencedor obté el dret a portar un mallot amb els colors de la bandera danesa fins al Campionat de l'any següent en qualsevol prova en ruta.
El 1987 i 1988 el campionat s'organitzà conjuntament amb Suècia i Noruega. El 1992 la prova era "Open", sent Bjarne Riis, 5è a la cursa, el que es proclamà campió danès professional.

## Palmarès masculí
| Any  | Primer                   | Segon                 | Tercer                 |
| 1986 | Rolf Sørensen            | John Carlsen          |                        |
| 1987 | Kim Andersen             | Jørgen Marcussen      | Jesper Skibby          |
| 1988 | Søren Lilholt            | Bjarne Riis           | Kim Eriksen            |
| 1989 | Johnny Weltz             | Jesper Skibby         | Per Pedersen           |
| 1990 | Brian Holm               | Søren Lilholt         | Alex Pedersen          |
| 1991 | No disputat              | No disputat           | No disputat            |
| 1992 | Bjarne Riis              | Claus-Michael Møller  | Lars Michaelsen        |
| 1993 | No disputat              | No disputat           | No disputat            |
| 1994 | Michael Blaudzun         | Marc Strange Jacobsen | Nicolai Bo Larsen      |
| 1995 | Bjarne Riis              | Brian Holm            | Peter Meinert          |
| 1996 | Bjarne Riis              | Bo Hamburger          | Jesper Skibby          |
| 1997 | Nicolai Bo Larsen        | Lars Michaelsen       | Rolf Sørensen          |
| 1998 | Frank Høj                | Bo Hamburger          | Michael Sandstød       |
| 1999 | Nicolai Bo Larsen        | Mikael Kyneb          | Jacob Moe Rasmussen    |
| 2000 | Bo Hamburger             | Nicolai Bo Larsen     | Rolf Sørensen          |
| 2001 | Jakob Piil               | Nicolai Bo Larsen     | Michael Blaudzun       |
| 2002 | Michael Sandstød         | Michael Blaudzun      | Bo Hamburger           |
| 2003 | Nicki Sørensen           | Allan Johansen        | Bo Hamburger           |
| 2004 | Michael Blaudzun         | Stig Dam              | Matti Breschel         |
| 2005 | Lars Ytting Bak          | Lars Michaelsen       | Matti Breschel         |
| 2006 | Allan Johansen           | Jacob Moe Rasmussen   | Troels Vinther         |
| 2007 | Alex Rasmussen           | Jacob Moe Rasmussen   | Jonas Aaen Jørgensen   |
| 2008 | Nicki Sørensen           | Matti Breschel        | Jens-Erik Madsen       |
| 2009 | Matti Breschel           | Chris Anker Sørensen  | Frank Høj              |
| 2010 | Nicki Sørensen           | Lars Ytting Bak       | Anders Lund            |
| 2011 | Nicki Sørensen           | Martin Mortensen      | Michael Reihs          |
| 2012 | Sebastian Lander         | Nicki Sørensen        | André Steensen         |
| 2013 | Michael Mørkøv           | Morten Øllegaard      | Casper Folsach         |
| 2014 | Michael Valgren          | Michael Carbel        | Michael Mørkøv         |
| 2015 | Chris Anker Sørensen     | Martin Mortensen      | Alexander Kamp Egested |
| 2016 | Alexander Kamp           | Michael Valgren       | Lasse Norman Hansen    |
| 2017 | Mads Pedersen            | Nicolai Brøchner      | Alexander Kamp         |
| 2018 | Michael Mørkøv           | Niklas Larsen         | Michael Carbel         |
| 2019 | Michael Mørkøv           | Kasper Asgreen        | Niklas Larsen          |
| 2020 | Kasper Asgreen           | Andreas Kron          | Michael Mørkøv         |
| 2021 | Mads Würtz Schmidt       | Frederik Wandahl      | Mathias Norsgaard      |
| 2022 | Alexander Kamp           | Mads Pedersen         | Mikkel Honoré          |
| 2023 | Mattias Skjelmose Jensen | Magnus Bak Klaris     | Andreas Kron           |
| 2024 | Rasmus Søjberg Pedersen  | Kasper Asgreen        | Frederik Wandahl       |
| 2025 | Søren Kragh Andersen     | Mads Pedersen         | Casper Pedersen        |

### Palmarès sub-23
| Any  | Primer                    | Segon                    | Tercer                     |
| 1996 | Tayeb Braikia             | Dani Petersen            | Jakob Gram Nielsen         |
| 1997 | Michael Steen Nielsen     | René Jørgensen           | Dani Petersen              |
| 1998 | Bjarke Nielsen            | Jimmy Hansen             | Morten Voss Chistiansen    |
| 1999 | Max Nielsen               | Morten Voss Chistiansen  | Jan Jespersen              |
| 2000 | Jimmy Hansen              | Michael Larsen           | Thomas Bruun Eriksen       |
| 2001 | Thue Houlberg             | Søren Svendsen           | Morten Knudsen             |
| 2002 | Martin Pedersen           | Michael Berling          | Brian Vandborg             |
| 2003 | Mads Christensen          | Brian Vandborg           | Lars Frederiksen           |
| 2004 | Martin Pedersen           | Anders Lund              | Martin Mortensen           |
| 2005 | Jan Almblad               | Martin Mortensen         | Anders Lund                |
| 2006 | Kasper Jebjerg            | Michael Færk Christensen | Alex Rasmussen             |
| 2007 | Thomas Christiansen       | Jakob Bering             | Jacob Kodrup               |
| 2008 | Mads Rydicher             | Philip Nielsen           | Nikola Aistrup             |
| 2009 | Rasmus Guldhammer         | Troels Vinther           | Kaspar Larsen Schjønnemann |
| 2010 | Ricky Enø Jørgensen       | Christopher Juul Jensen  | Mikkel Mortensen           |
| 2011 | Lasse Norman Hansen       | Christopher Juul Jensen  | Nicolai Steensen           |
| 2012 | Sebastian Lander          | Magnus Cort Nielsen      | Rasmus Sterobo             |
| 2013 | Lasse Norman Hansen       | Alexander Kamp Egested   | Kristian Haugaard          |
| 2014 | Emil Bækhøj Halvorsen     | Frederik Plesner         | Nicolai Brøchner           |
| 2015 | Jonas Gregaard Wilsly     | Mads Rahbek              | Søren Kragh Andersen       |
| 2016 | Mads Wurtz Schmitz        | Casper Pedersen          | Andreas Stokbro            |
| 2017 | Michael Carbel Svendgaard | Andreas Stokbro          | Casper Pedersen            |
| 2018 | Julius Johansen           | Niklas Larsen            | Andreas Stokbro            |
| 2019 | Frederik Rodenberg        | Oliver Knudsen           | Frederik Irgens Jensen     |
| 2020 | Frederik Irgens Jensen    | Oliver Wulff Frederiksen | Mathias Bundsgaard Matz    |
| 2021 | Julius Johansen           | Søren Vosgerau           | Kristian Hessel            |
| 2022 | Rasmus Søjberg Pedersen   | Sebastian Kolze Changizi | Carl-Frederik Bévort       |
| 2023 | Rasmus Søjberg Pedersen   | Mads Landbo              | Henrik Pedersen            |
| 2024 | Pelle Koster Mikkelsen    | Christian Kornum         | Asger Rojbek Sorensen      |

## Palmarès femení
| Any  | Primera                     | Segona                       | Tercera                      |
| 1990 | Karina Skibby               | Bettina Falsing              | Rikke Sandhoej-Olsen         |
| 1991 | Karina Skibby               | Lona Munck                   | Sanne Lassen                 |
| 1992 | Sanne Schmidt               | Helle Soerensen              | Lona Munck                   |
| 1993 | Sanne Schmidt               | Hanne Malmberg               | Helene Soegaard              |
| 1994 | Rikke Sandhoej-Olsen        | Sanne Schmidt                | Helle Jensen                 |
| 1995 | Rikke Sandhoej-Olsen        | Helle Soerensen              | Lotte Schmidt                |
| 1996 | Helle Soerensen             | Lotte Schmidt                | Sanne Schmidt                |
| 1997 | Rikke Sandhoej-Olsen        | Lisbeth Simper               | Helle Soerensen              |
| 1998 | Rikke Sandhoej-Olsen        | Lisbeth Simper               | Lotte Schmidt                |
| 1999 | Ann Mathiesen               | Rikke Sandhoej-Olsen         | Lisbeth Simper               |
| 2000 | Mette Fischer Andreasen     | Linne Lykke Meyer-Nielsen    | Sanne Schmidt                |
| 2001 | Lisbeth Simper              | Pernille Langelund Jakobsen  | Lotte Bak                    |
| 2002 | Lisbeth Simper              | Vibe Jane Kolding            | Mette Fischer Andreasen      |
| 2003 | Lisbeth Simper              | Dorte Lohse Rasmussen        | Trine Schmidt                |
| 2004 | Pernille Langelund Jakobsen | Dorte Lohse Rasmussen        | Mette Fischer Andreasen      |
| 2005 | Dorte Lohse Rasmussen       | Linda Villumsen              | Janne Bruhn-Henriksen        |
| 2006 | Linda Villumsen             | Mie Bekker Lacota            | Dorte Lohse Rasmussen        |
| 2007 | Karina Hegelund Nielsen     | Dorte Lohse Rasmussen        | Trine Schmidt                |
| 2008 | Linda Villumsen             | Maja Watt Adamsen            | Iben Bohe                    |
| 2009 | Linda Villumsen             | Trine Schmidt                | Maria Grandt Petersen        |
| 2010 | Annika Langvad              | Christina Siggaard           | Trine Lorentzen              |
| 2011 | Julie Leth                  | Iben Bohe                    | Trine Schmidt                |
| 2012 | Cathrine Grage              | Iben Bohe                    | Julie Leth                   |
| 2013 | Kamilla Valin               | Rikke Lonne                  | Trine Lorentzen              |
| 2014 | Amalie Dideriksen           | Christina Siggaard           | Julie Leth                   |
| 2015 | Amalie Dideriksen           | Betina Cramer                | Christina Siggaard           |
| 2016 | Emma Norsgaard Jørgensen    | Amalie Dideriksen            | Betina Cramer                |
| 2017 | Camilla Møllebro            | Trine Andersen               | Louise Holm                  |
| 2018 | Amalie Dideriksen           | Emma Norsgaard               | Christina Malling            |
| 2019 | Amalie Dideriksen           | Pernille Mathiesen           | Christina Malling            |
| 2020 | Emma Norsgaard Jørgensen    | Julie Leth                   | Cecilie Uttrup Ludwig        |
| 2021 | Amalie Dideriksen           | Emma Norsgaard Jørgensen     | Cecilie Uttrup Ludwig        |
| 2022 | Cecilie Uttrup Ludwig       | Emma Cecilie Norsgaard Bjerg | Amalie Dideriksen            |
| 2023 | Rebecca Koerner             | Marie-Louise Hartz Krogager  | Amalie Kvist Nybroe          |
| 2024 | Rebecca Koerner             | Amalie Dideriksen            | Emma Cecilie Norsgaard Bjerg |
| 2025 | Alberte Greve               | Amalie Dideriksen            | Solbjork Minke Anderson      |